# Petr Němec
Petr Němec (Ostrava, 7 giugno 1957) è un allenatore di calcio ed ex calciatore cecoslovacco e dal 1993 ceco, di ruolo centrocampista.

## Carriera
Campione d'Europa con la Nazionale cecoslovacca nel 1980.

## Palmarès

### Giocatore

#### Club

##### Competizioni nazionali
- Campionato cecoslovacco: 2

Baník Ostrava: 1979-1980, 1980-1981
- Coppa di Cecoslovacchia: 1

Baník Ostrava: 1977-1978

##### Competizioni internazionali
- Coppa Piano Karl Rappan: 2

Baník Ostrava: 1979, 1985

#### Nazionale
- Oro olimpico: 1

Mosca 1980